# Kota
Kota (francuski: cote od srednjovjekovnog latinskog quota, a to od latinskog: quota [pars]: pojedinačni [dio]) je broj kojim se na geografskim i topografskim kartama označava visina neke točke iznad morske razine; općenito, vrtikalna udaljenost točke na površini tla od određene referentne plohe. Kote terena ispod morske razine (u depresijama) nose negativan predznak, dok se dubine mora ili jezera (tzv. kote dubina) iskazuju pozitivnima. Kota izohipse označava nadmorsku visinu izohipse. Naziv kota upotrebljava se i za oznaku pojedinih geografskih položaja (npr. Kota 304), najčešće za vrhove brda koji nemaju posebno ime ili im je ono slabo poznato. Uz takvu oznaku kota se pobliže označuje (npr. određeno područje na karti; sjeveroistočno od nekog sela, na 15 km udaljenosti itd.), jer i na malom području može biti više kota iste visine.